# پی‌اوپی‌اوپی
پی‌اوپی‌اوپی (به انگلیسی: POPOP) با فرمول شیمیایی C۲۴H۱۶N۲O۲ یک ترکیب شیمیایی با شناسه پاب‌کم ۱۵۷۳۲ است. که جرم مولی آن ۳۶۴٫۴۰ g/mol می‌باشد. 